# Gustav Landmann

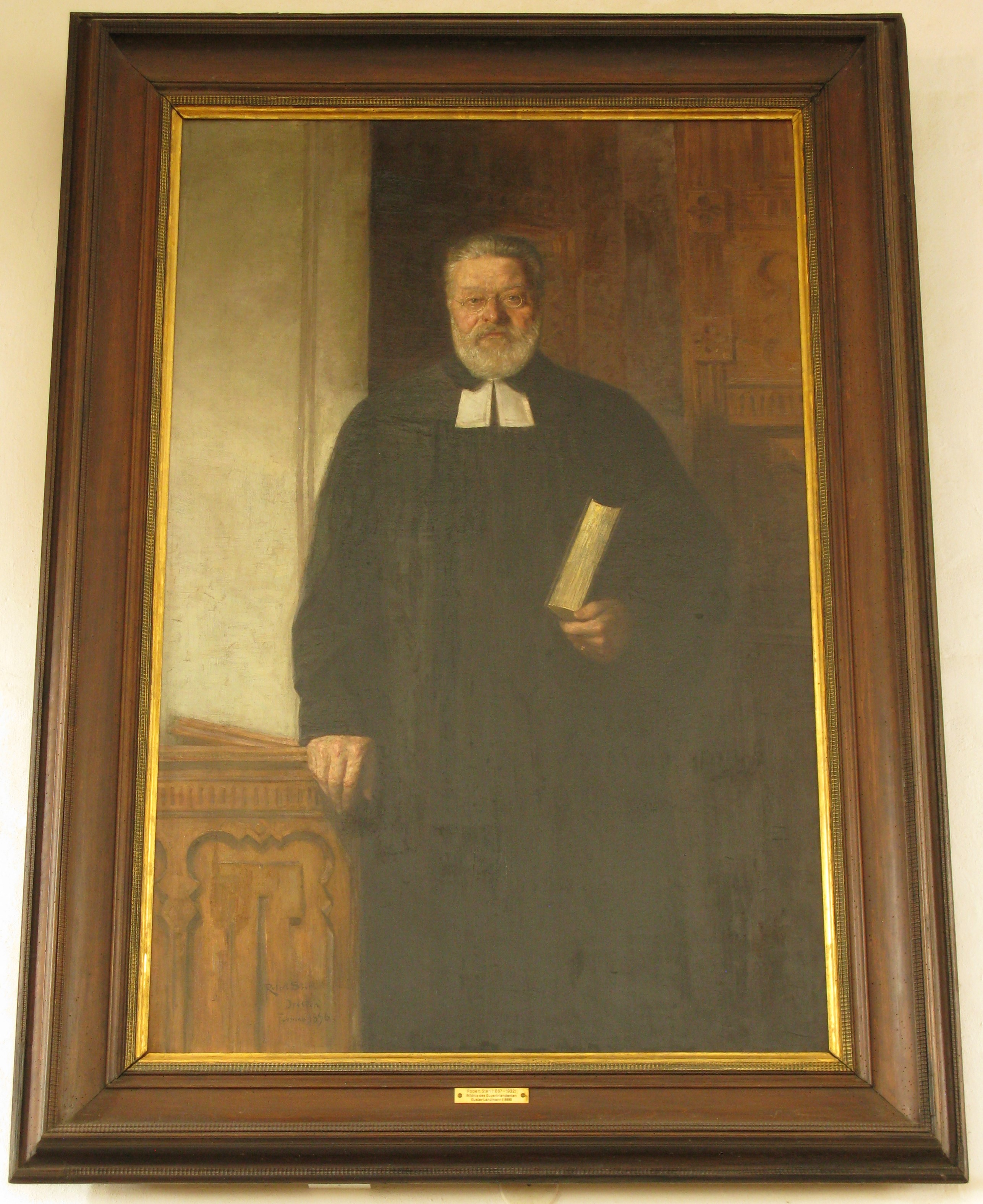
Porträt von Gustav Landmann in der Plauener Johanniskirche, gemalt von Robert Sterl.

Gustav Heinrich Landmann (* 14. Juni 1824 in Assenheim; † 24. Mai 1901 in Dresden) war ein deutscher protestantischer Pfarrer, Superintendent und Mitglied des Deutschen Reichstags.

## Leben
Gustav Landmann war der Sohn des Pfarrers Johann Heinrich Landmann und dessen Frau Anna Sophie Margarethe geborene Fertsch (1793–1847). Gustav Landmann, der evangelischen Glaubens war, heiratete am 17. April 1855 in Friedberg Wilhelmine Marie Johanna geborene Zinßer (1833–1903).
Gustav Landmann besuchte die Gymnasien in Gießen und Darmstadt. Er studierte an der Universität Gießen und am Predigerseminar Friedberg im Großherzogtum Hessen. Er war Pfarrer in Rendel bis Oktober 1875 und danach Oberpfarrer und Superintendent in Plauen. Von 1872 bis 1875 war er Mitglied der II. Kammer der Landstände des Großherzogtums Hessen als Vertreter des Wahlbezirks Oberhessen 1/Vilbel und Mitglied des Kreistags im Kreis Friedberg. 1892 wurde er zum Ehrenbürger von Plauen ernannt.
Von 1878 bis 1881 war er Mitglied des Deutschen Reichstags für den Wahlkreis Sachsen 23 (Plauen, Oelsnitz) und die Nationalliberale Partei.